# آکیهیرو هیودو
آکیهیرو هیودو (انگلیسی: Akihiro Hyodo؛ زادهٔ ۱۲ مهٔ ۱۹۸۲) بازیکن فوتبال اهل ژاپن است.
از باشگاه‌هایی که در آن بازی کرده‌است می‌توان به باشگاه فوتبال جف یونایتد ایچیهارا چیبا، باشگاه فوتبال کاشیوا ریسول، و باشگاه فوتبال شیمیزو اس-پالس اشاره کرد.